# Tristan și Isolda

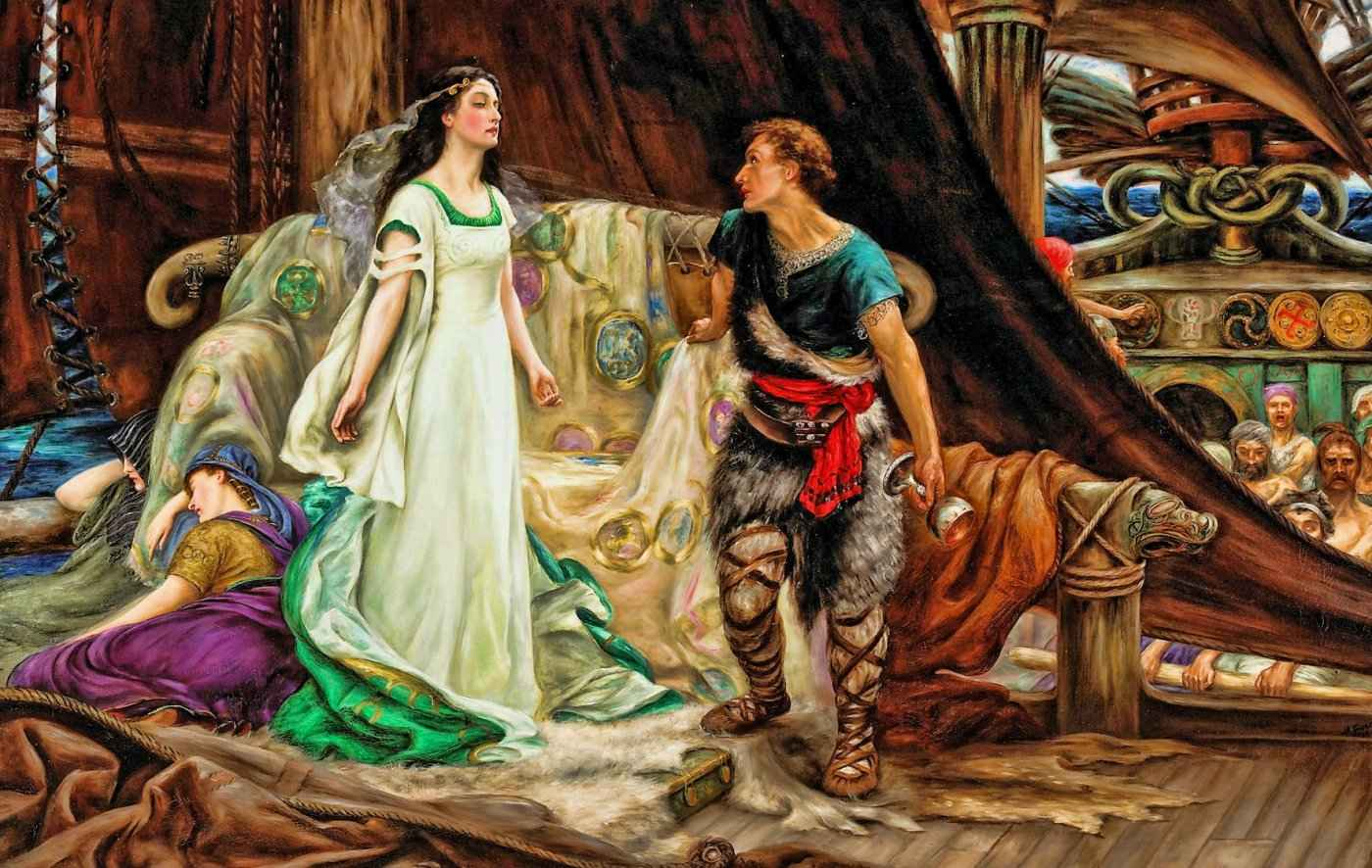
Tristan și Isolda, pictură de Herbert Draper

Tristan și Isolda este titlul unei legende celtice medievale ce are ca temă principală dragostea dintre Tristan (Tristram), cavaler de Cornwall, și Isolda (Iseult, Isolde, Yseult), prințesă irlandeză.
Subiectul a influențat literatura vest-europeană ulterioară, în special povestea de dragoste dintre Lancelot și Guinevere din cadrul ciclului literar al Cavalerilor Mesei Rotunde.

## Conținutul legendei
Tristan, crescut de unchiul său, Mark, regele din Cornwall, luptă pentru libertatea regatului și îl ucide pe Morholt, regele Irlandei, căruia Mark trebuia să îi plătească tribut. 
Isolda, sora lui Morholt dorește răzbunarea și începe să nutrească un sentiment de dușmănie față de Tristan pe care urmărește să îl ucidă prin otrăvire.
Dar ca o ironie a sorții, Tristan primește misiunea de a o peți pe Isolda pentru unchiul său.
Pe drumul de întoarcere, ea își pune planul în aplicare.
Dar, nu se știe din ce motiv, otrava fusese substituită printr-o licoare a dragostei.
Între cei doi se înfiripă un puternic sentiment de iubire.
Isolda se căsătorește cu Mark, dar sentimentele ei față de Tristan nu se sting, astfel că trăiește o viață dublă: ziua este regină, iar nopțile și le petrece în secret alături de amantul ei.
Regele descoperă trădarea soției și îl condamnă pe Tristan la moarte.
Cei doi amanți fug împreună și pentru o perioadă duc o viață retrasă în pădure.
În cele din urmă, Isolda este nevoită să revină acasă.
Tristan, îndurerat, pleacă în lume, dar nu reușește să își regăsească liniștea.
Ajuns înapoi acasă, Tristan se îmbolnăvește grav și cere să i se îndeplinească ultima dorință: să o vadă din nou pe Isolda, iar dacă ea va veni corabia să înalțe pânzele albe, dar dacă ea nu va veni să înalțe pânzele negre. Mark află de aceasta și instruiește echipajul corabiei să înalțe pânzele negre.
Când Tristan privește afară, corabia avea pânzele negre, astfel Tristan moare. Isolda ajunge la el și văzându-l mort decide să se omoare. Astfel, cei doi sunt înmormântați împreună, iar deasupra mormântului lui Tristan crește un trandafir care nu va muri niciodată.